# Abeleda (Castro Caldelas)
Abeleda (llamada oficialmente Santa Tegra de Abeleda) es una parroquia del municipio español de Castro Caldelas, en la provincia de Orense, Galicia.

## Toponimia
La parroquia también es conocida por los nombres de Santa Tecla y Santa Tecla de Abeleda.

## Organización territorial
La parroquia está formada por diez entidades de población:

### Entidades de población
Entidades de población que forman parte de la parroquia:
- Campo (O Campo)
- O Souto
- Pacio (O Pacio)
- Regato (O Regato)
- Río (O Río)
- Rugil (Ruxil)
- Sabugueiro (O Sabugueiro)
- Touza (A Touza)

### Despoblados
Despoblados que forman parte de la parroquia:
- Chaguacedo (O Chaguacero)
- Paradella

## Demografía
| Gráfica de evolución demográfica de Abeleda entre 2000 y 2022 |
|                                                               |
| Datos según el nomenclátor publicado por el INE.              |